# گشت ارشاد

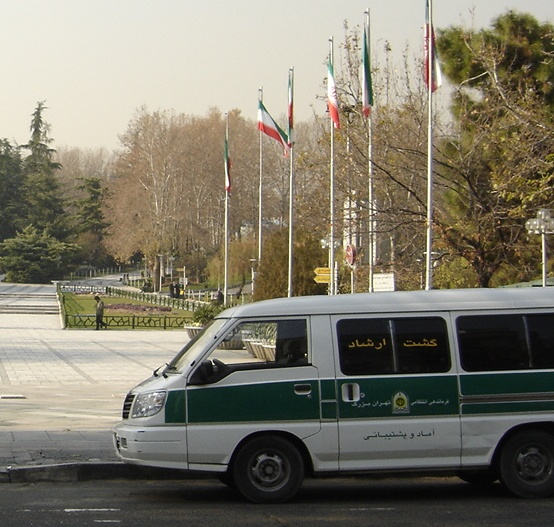
یک واحد گشت ارشاد در پارک ملت تهران

گشت ارشاد با نام رسمی پلیس امنیت اخلاقی یا طرح ارتقای امنیت اجتماعی برنامه اجرایی نیروی انتظامی جمهوری اسلامی ایران است که در راستای مصوبه شورای عالی انقلاب فرهنگی تحت عنوان طرح جامع عفاف، اجرا شده است. این طرح، مورد حمایت مسئولان بلندپایه جمهوری اسلامی ایران قرار گرفت. فرمانده پیشین انتظامی تهران احمدرضا رادان در سال ۱۳۸۶ این طرح را «مبارزه با بدحجابی و اراذل و اوباش» توصیف کرد. این نهاد در طول فعالیت خودش مرتکب بازداشت، خشونت، ضرب و جرح و آزار و اذیت گسترده شهروندان، تیراندازی و دستگیری منجر به قتل شده است. از این رو منتقدان، آن را گشت کشتار لقب داده‌اند. 

## تاریخچه

### پیش‌زمینه
به گفته بی‌بی‌سی، پس از انقلاب ۱۳۵۷ گشت‌های مختلفی تشکیل شده بودند تا با موضوعات اجتماعی که برای حکومت خط قرمز محسوب می‌شدند، مانند پوشش زنان یا روابط دختران و پسران، برخورد کنند. از جمله این گشت‌ها در دهه شصت، گشت‌های کمیته‌ انقلاب اسلامی و گشت‌های جندالله ژاندارمری، تا پیش از ادغام هر دو نیرو در نیروی انتظامی، و گشت‌های ثارالله سپاه پاسداران با همکاری نیروهای بسیج بودند. در دوره ریاست جمهوری اکبر هاشمی رفسنجانی و با ادغام کمیته‌ انقلاب با شهربانی و ژاندارمری، این گشت‌ها در قالب نیروی انتظامی ادامه یافت و در خرداد سال ۱۳۷۵ نیز طرح «مبارزه با بدحجابی» در تهران از سوی وزارت کشور اجرا شد.

### تأسیس
به گفته اسماعیل احمدی مقدم، فرمانده سابق نیروی انتظامی، تشکیل گشت ارشاد بر اساس مصوبه‌ای بوده که در آخرین روزهای فعالیت دولت سید محمد خاتمی در شورای عالی انقلاب فرهنگی به تصویب رسید و اوایل روی کار آمدن دولت احمدی‌نژاد اجرایی شد. شورای عالی انقلاب فرهنگی چهارم مرداد ۱۳۸۴ «راهبردهای گسترش فرهنگ عفاف» را تصویب کرد. نیروی انتظامی، وزارت کشور و وزارت اطلاعات از جمله نهادهای عضو این کمیته هستند. در این مصوبه به صراحت به موضوع گشت ارشاد اما اشاره نشده و کلیات بیان شده بود. این شورا در سال‌های ۱۳۷۶ و ۱۳۹۸ مصوباتی را در این زمینه داشته است.
در تابستان سال ۱۳۸۵ مقامات نیروی انتظامی آغاز فعالیت گشت ارشاد را اعلام کردند و گفتند که این گشت‌ها تنها وظیفه تذکر دادن به افراد «بی‌حجاب» را دارند. در ماه‌های بعد اما رویه تغییر کرد و مقامات نیروی انتظامی از بازداشت تعدادی از زنان نیز خبر دادند. پس از آن نیز طرح‌های مختلف «امنیت اجتماعی» در نقاط مختلف از جمله تفرجگاه‌ها اجرا شد.
مراحل نخستین طرح بیشتر بر پوشش زنان تمرکز داشت و در مراحل بعدی ابتدا جمع‌آوری معتادان و سپس جمع‌آوری اراذل و اوباش، بازرسی از کارگاه‌ها و فروشگاه‌های لباس و آرایشگاه‌های مردانه، عکاسی‌ها و.. نیز در دستور کار نیروی انتظامی قرار گرفت.
اجرای این طرح واکنش‌های فراوانی به همراه داشته است و در بسیاری موارد با مقاومت شهروندان روبه رو گردیده است.

### آغاز گشت‌های بسیج در محلات
فرمانده سپاه محمد رسول‌الله که در جریان تغییرات سال ۱۳۸۷ و ایجاد ساختار موزاییکی در سپاه پاسداران یکی از دو نیروی سپاه است که در شرایط بحرانی مسئول کنترل تهران خواهد بود، از آغاز گشت‌های شبانه بسیج برای ارتقای امنیت اجتماعی خبر داد. این گشت‌ها از ساعت ۱۲ شب تا ۶ صبح و در صورت لزوم ۱۰ شب تا ۶ صبح در محلات تهران انجام می‌شود و نیروها به تجهیزات سبک و نیمه‌سبک از جمله سپر و باتوم مجهز هستند. گشت‌های بسیج در محلات از ابتدای انقلاب و خصوصاً پس از آغاز شورش مسلحانه توسط سازمان مجاهدین خلق ایران آغاز شد، اما پس از روی کار آمدن دولت خاتمی تضعیف و تقریباً تعطیل شده بود.

### دور زدن
مخالف‌ها یک برنامه اپلیکیشن موبایل اندروید برای کمک به دور کردن عمدی مردم از منطقه گشت ارشاد مستقر در شهرهای ایرانی ساخته‌اند و اجرا می‌شود.

### تحریم‌ها
به‌دنبال کشته‌شدن مهسا امینی، در اکتبر ۲۰۲۲، دولت بریتانیا گشت ارشاد، محمد رستمی چشمه گچی (رئیس پلیس امنیت اخلاقی) و احمد میرزایی (رئیس پلیس امنیت اخلاقی تهران) را به دلیل سرکوب زنان و دختران و به خاطر خشونت تکان‌دهنده‌ای که علیه مردم ایران تحریم کرد.
۱۷ اکتبر ۲۰۲۲ اتحادیه اروپا یازده نفر از مقامات و چهار نهاد جمهوری اسلامی از جمله گشت ارشاد را به دلیل سرکوب اعتراضات و مقابله با آزادی بیان تحریم کرد.

## ابعاد حقوقی
«طرح ارتقای امنیت اجتماعی» از ابعاد مختلفی مورد بررسی و انتقاد قرار گرفته است که مهم‌ترین آن جایگاه حقوقی اقدامات پلیس و سایر دستگاه‌های اجراکنندهٔ طرح است.

### قانون‌گذاری پیرامون پوشش و آرایش مردم
پلیس در جریان اجرای طرح انواعی مختلفی از پوشش و آرایش‌ها را ممنوع کرد و مانع از تولید، واردات، فروش و استفاده از آن گردید و اقدام به تذکر یا بازداشت و انتقال افراد به مراکز پلیس و پرونده‌سازی برای آنان کرد. این درحالی است که بر اساس قوانین ایران پلیس تنها ضابط قضایی و اجراکننده قوانین است و نمی‌تواند راساً قانون‌گذاری کند.
اسماعیل احمدی مقدم فرماندهٔ وقت نیروی انتظامی پس از بالا گرفتن انتقادات و و خصوصاً پس از آنکه غلامحسین الهام، سخنگوی دولت احمدی‌نژاد، حمایت دولت از اجرای «طرح ارتقای امنیت اجتماعی» را انکار کرد گفت:
تاکنون نخواستیم موضوع بند یکم این طرح را عنوان کنیم، اما به دلیل به وجود آمدن این بحث‌ها باید بگوییم بر اساس بند یکم، تعیین مصادیق حجاب و حد و مرز آن بر عهدهٔ نیروی انتظامی است و صراحتاً به آن اشاره شده، از این رو تنها انجام وظیفه کردیم.
بنا به تأیید علی خامنه‌ای، شورای عالی انقلاب فرهنگی (بر خلاف قانون اساسی که یگانه قانون‌گذار را مجلس می‌داند) حق وضع قانون دارد. این شورا نیز در «طرح جامع عفاف» (ابلاغ شده توسط محمود احمدی‌نژاد) اختیار قانون‌گذاری پیرامون پوشش و آرایش مردم را به پلیس داده است. مجری این طرح نیروی انتظامی، سپاه و بسیج می‌باشد.

## مجریان طرح
نیروی انتظامی، وزارت اطلاعات و بسیج تنها ارگانهایی هستند که به عنوان ضابط قضایی در ایران معرفی شده‌اند. اما رئیس پلیس امنیت اخلاقی خراسان رضوی از ارائه برگه‌های جریمهٔ خودروها توسط طلاب حوزه‌های علمیه و بسیاری ارگان‌های دیگر خبر می‌دهد.
در این طرح از ارگان‌های زیادی کمک گرفته شده است اما تعداد قبوض محدود است و به‌طور مثال از نیروهای بسیج، حوزه علمیه و دانشگاه هم استفاده شده که همگی این افراد کاملاً قابل وثوق هستند. رئیس پلیس امنیت اخلاقی خراسان رضوی خاطرنشان ساخت: در یک روش دیگر به صورت محسوس و با خودرو در خیابان توقف می‌کنیم.

### فرماندهان طرح
- سرتیپ پاسدار اسماعیل احمدی مقدم: وی اندکی پس از پیروزی محمود احمدی‌نژاد از معاونت فرماندهی بسیج به فرماندهی نیروی انتظامی منصوب شد.
- سرتیپ پاسدار احمدرضا رادان:وی از فرماندهی نیروی انتظامی خراسان به فرماندهی نیروی انتظامی تهران ارتقا یافت و در مهر ۱۳۸۷ ضمن ارتقا درجه به سرتیپ تمامی به معاونت فرمانده نیروی انتظامی منصوب شد.[۲۳]
- سردار رضا زارعی فرمانده پلیس تهران، وی اندکی بعد به اتهام روابط نامشروع با زنان بازداشت شد.

## بودجه طرح
در تابستان ۱۳۸۷ یکسال پس از آغاز طرح، نیروی انتظامی از اختصاص بودجه ۱۰۳ میلیاردی به این طرح و دائمی شدن آن خبر داد.
در سال ۱۴۰۱ بودجه هزار میلیارد تومانی برای آن در نظر برآوردشده است در حالی که بودجه دانشگاه شریف ۶۸۴ میلیارد، کانون پرورش فکری کودکان و نوجوانان ۴۵۰ میلیارد تومان، سازمان اورژانس کشور ۳۹۵ میلیارد تومان برآوردشده است.

### آثار اقتصادی
کنترل پوشش مردم خصوصاً زنان، حضور گسترده مأموران پلیس در فروشگاه‌های و مراکز خرید، بازرسی فروشگاه‌ها توسط مأموران و تأکید به جلوگیری از ورود زنانی که به زعم پلیس بد حجاب هستند به فروشگاه‌ها منجر به کاهش فروش و تولید پوشاک در ایران، برگشت خوردن بخشی از تولیدات و وارد آمدن فشار هرچه بیشتر بر صنعت پوشاک ایران شد.

## اقدامات پلیس پیرامون پوشش و روابط مردم

### کنترل پوشش و بازداشت‌ها
سردار علیرضا اکبرشاهی فرمانده انتظامی استان تهران (نیمه خرداد۱۳۸۷): دستگیری۱۰۹۸ زن به دلیل پوشش و ارسال ۱۱۴ نفر به دادگاه و دستگیری ۸۳ نفر به دلیل برگزاری مراسم جشن و میهمانی. همچنین اداره ارشاد کرمان نیز استفاده از رنگ‌های سفید و زرد و قرمز را برای زنان در ادارت تابعه ممنوع و آن‌ها را جلف نامید.

### کنترل ظاهر مردم در فرودگاه‌ها
فرماندهٔ پلیس فرودگاه‌ها از جلوگیری از سفر ۱۲۸ نفر، اخذ تعهد کتبی از ۶۷۹۹ نفر و تذکر به ۱۷۱هزار و ۱۵۱ نفر به دلیل آنچه بدحجابی خواند در ۵ ماه اول سال ۱۳۸۷ خبر داد.

### بازجویی از مردم پیرامون محل خرید لباس
سال ۸۷ از سوی پلیس به عنوان سال تثبیت طرح ارتقای امنیت اجتماعی نام برده شد. در فاز جدید اقدامات پلیس برای کنترل پوشش مردم، نیروی انتظامی به جز بازداشت افراد به دلیل نوع پوشش، از آنان پیرامون محل خرید لباس تحقیق و سپس نسبت به پلمب فروشگاه‌ها اقدام می‌کرد. این طرح از میدان ونک تهران آغاز شد.

### کنترل خریدهای مردم
نیروهای پلیس در ادامه طرح ارشادی خود به کنترل خریدهای زنان در پاساژها پرداخته و آنان را وادار به بازکردن کیف و روئیت لباس‌های خریداری شده می‌کردند. به دلیل کمبود نیروی زن، نیروهای مرد پلیس نیز در کنترل لباس‌های خریداری شده مداخله داشتند.

### کنترل روابط افراد و «بدحجابی» در شرکت‌ها و کافی‌شاپ‌ها
فرماندهٔ انتظامی تهران بزرگ طرح برخورد با بدحجابی در مراکز و شرکت‌های خصوصی در سال ۱۳۸۷ را بیان کرد: «در راستای اجرای طرح ارتقای طرح امنیت اجتماعی، پلیس پایتخت به زودی طرح برخورد با بدحجابی در شرکت‌های خصوصی و مراکزی نظیر کافی شاپها، کافی نتها، تالارها و رستورانها را از سر می‌گیرد و با اختلال کنندگان امنیت و قانون شکنان به شدت برخورد می‌کند.»

### پلمپ عکاسی‌ها
در ادامه اجرای طرح، پلیس ضمن بازرسی از عکاسی‌ها ده‌ها واحد صنفی را پلمب و به تعدادی اخطار داد.

### دادگاه سیار و پرونده‌سازی
عباس پوریانی دادستان عمومی و انقلاب گرگان راه‌اندازی دادگاه سیار برای محاکمه زنان را اعلام کرد.
سردار رادان گفت که در تهران برای افراد به گفته وی بد حجاب پرونده‌سازی خواهد شد و به دادسرا اعزام می‌شود اما امکان استفاده از قاضی سیار در تهران وجود ندارد.

### کنترل موبایل‌ها
علیرغم انکارهای پلیس روزنامه‌ها گزارش‌های متعددی از کنترل موبایل‌ها توسط نیروی‌های انتظامی منتشر کردند.

### اقدامات علیه افراد موسوم به اراذل و اوباش
افرادی تحت عنوان اراذل و اوباش دستگیر شدند و به ادعای برخی خانواده‌های آن‌ها بدون طی کردن کامل مراحل قانونی دادرسی، زندانی و شکنجه شدند.

### ارسال پیامک به رانندگان
برابر ماده ۶۳۸ قانون مجازات اسلامی کشف حجاب، جرم مشهود شناخته است. جدا از موازین شرعی که کشف حجاب باعث ناراحتی مردم شده است، عمل غیرقانونی در ملأ عام و منظر عمومی تلقی می‌شود. به همین دلیل پلیس با افرادی که کشف حجاب کنند، برخورد می‌کند و به دستگاه قضایی معرفی خواهند شد. طرح ناظر پلیس نیز در همین راستاست.

مهدی حاجیان سخنگوی فراجا
از جانب پلیس امنیت اخلاقی برای کسانی که در در خودرو آنان سرنشین بی‌حجاب دیده شود پیامکی تهدید آمیز ارسال می‌شود. در این پیامک‌ها که به شماره‌همراه ثبت شده برای پلاک خودرو ارسال می‌شود، از آن‌ها می‌خواهد که به ساختمان پلیس امنیت اخلاقی در خیابان وزرا برای بررسی موضوع مراجعه کنند. از کسانی که در این زمینه پیامک دریافت کردند، ابتدا تعهد عدم تکرار گرفته می‌شود و برای افرادی که چندین‌بار پیامک دریافت کنند پرونده قضایی تشکیل می‌شود یا وسیله نقلیه آن‌ها توقیف خواهد شد.
در صورت عدم مراجعه در هنگام تغییر مالکیت خودرو گفته می‌شود که خودرو شما دارای شکایت است و باید برای رفع آن به این مرکز مراجعه کنید.

## پوشش خبری و واکنش گروه‌ها و افراد
افراد و نهادهای حامی حقوق بشر، اخبار فراوانی از طرح مذکور ارائه داده‌اند که بسیاری از این خبرها هیچ‌گاه مورد تأیید رسمی حکومت ایران قرار نگرفته است.
از جمله خبرهای منتشره، انتقال افراد بازداشت شده به بازداشتگاه کهریزک و شکنجه دادن آنان بوده است. برخی از این افراد بلافاصله و بدون محاکمه قانونی اعدام شدند. پلیس که در ابتدا همه این افراد را مجرمان سابقه دار و اوباش معرفی کرده بود، پس از چند ماه شکنجه عده‌ای را بی سر و صدا آزاد کرد. این افراد پس از آزادی در مصاحبه با رسانه‌ها اعلام کردند در حالی پلیس به بی گناهی آنان اعتراف و آنان را آزاد کرد که مدت‌ها در بازداشتگاه کهریزک تحت شکنجه بوده‌اند.
نهادهای حقوق بشری در گزارش‌های متعددی به شرح اتفاقات دردناک صورت گرفته در زندان کهریزک پرداختند. هم چنین این نهادها اعلام کردند که در مرحله اول طرح، نیروهای نقاب دار لبنانی بوده‌اند. بنا به این گزارش‌ها، ۶ نفر از بازداشت شده گان در زندان کهریزک جان باخته‌اند.
درحالی‌که بنا به اصل ۳۸ قانون اساسی جمهوری اسلامی، شکنجه به هر شکل ممنوع و اعتراف تحت شکنجه فاقد اعتبار است، آزاد شده گان تأکید داشتند که پلیس با شکنجه‌های مختلف از جمله کشیدن ناخن‌ها آنان را وادار می‌کرده است تا به جرایمی که مرتکب نشده بودند اعتراف کنند.
دو زندانی سیاسی از ایل قشقایی که هشت سال قبل به دلیل درگیری با سپاه زندانی شده بودند، در میان اراذل و اوباش اعدام شدند. هم چنین میثم لطفی که سابقه دستگیری در اعتراضات دانشجویی ۱۸ تیر را داشته است، درحالی که ابتدا به اعدام محکوم شده بود و تا پای چوبه دار هم رفت نهایتاً آزاد گردید.
اعتراض خانواده‌های بازداشت شدگان در رسانه‌های داخل به هیچ عنوان اجازهٔ انتشار نیافت و گفته شد که اعتراضات و اجتماع آنان در مقابل زندان با برخورد شدید نیروی انتظامی مواجه شده است. هم چنین فقیر بودن اکثر این افراد و ناتوانی در گرفتن وکیل نیز باعث آزادی عمل بیشتر پلیس در برخوردها شد. (مادر میثم لطفی: اگر فرزندم حکم اعدام گرفته، دیگر چرا شکنجه اش می‌کنند؟ به شدت کتکش زده‌اند. چند بار دستش رو شکسته‌اند. این جوون دیگر برای من جوون نمیشه… من رو هم اگر شکنجه کنند به هرچیزی اعتراف می‌کنم. انسان اگر قاتل هم باشه حق ملاقات دارد، سه‌ماهه ندیدمش. من فقط می‌خواهم بچه‌ام عادلانه محاکمه بشود، وکیل بگیرد، ملاقات داشته باشه.
علی‌رغم عدم انتشار هرگونه انتقادی از این طرح در رسانه‌های داخلی و عدم انعکاس اعتراضات خانواده بازداشت شدگان، فعالان حقوق بشر و حقوق دانان ضمن تأکید بر لزوم برخورد با مجرمان به تخلفات گسترده پلیس و بی‌حاصل بودن اقداماتی از این قبیل بدون توجه به ریشه‌های آن که گسترش فقر و تبعیض در ایران پس از انقلاب است تأکید کرده و سوابق این‌گونه برخوردها را که پس از انقلاب کم هم نبوده است یادآوری کردند.
عمادالدین باقی: «نگارنده می‌تواند حداقل دو تن را نام برد که در میان اهالی محل اشتهار به شرارت نداشته و یکی از آنان وبلاگ نویس بوده است اما با همین روش بازداشت شده‌اند».
منیره برادران: «قصد من تبرئه کسانی نیست که با ارعاب، شرارت و چاقوکشی مزاحم مردم شده یا آسایش عمومی را مختل می‌کنند. بحث بر سر حقوق شهروندی است و ده‌ها سؤال دیگر. اگر واقعاً پدیده قلدری و چاقوکشی که از ۶۰، ۷۰ سال پیش از محلات رخت بربسته بود، دوباره جان گرفته است، چه کسی مسؤول آن است؟ اگر از مدت‌ها پیش عده‌ای با توسل به خشونت و چاقوکشی، امنیت مردم را مختل می‌کرده‌اند، نقش پلیس در این میان چه بوده و چرا به موقع دخالت نمی‌کرده است؟ و این بار که دخالت کرده، آیا هدف واقعاً «ارتقای امنیت اجتماعی» است یا ایجاد فضای ارعاب؟».
یکی از افرادی که پس از چند ماه شکنجه، بی‌گناه تشخیص داده شده و آزاد شده است، می‌گوید: «هیچ‌یک از متهمان و اشرار واقعی پشیمان و تنبیه نشده‌اند و از همه متهمان بارها شنیده است که امیدوارند اگر زنده بیرون رفتند انتقام سختی بگیرند و معنی» اوباش «بودن را به پلیس بفهمانند» 
هم‌زمان با انتقاد کارشناسان و نهادهای حقوق بشر، رسانه‌های دولتی سعی می‌کردند با پخش اعترافاتی که در زندان کهریزک از دستگیرشدگان گرفته شده بود و مصاحبه با قربانیان جرم جنایت و پخش آن احساسات عمومی را برای تأیید نحوه برخورد خود با این موضوع تحریک کنند.

### نظر رضا غنی لو در خصوص رسانه ای شدن جرم و جنایت
مدیر عامل باشگاه خبرنگاران پلیس و مدرس دانشگاه علوم انتظامی گفت:رسانه‌ای کردن بیش از حد سرقت‌های به عنف و خشن، احساس امنیت در جامعه را مخدوش می‌کند و باعث الگوگیری جوانان در آستانه آسیب یا معتادین به مواد مخدر جدید برای تأمین خرج اعتیاد خود خواهد شد.

### واکنش میر حسین موسوی به این طرح
میرحسین موسوی در اولین کنفرانس مطبوعاتی پس از اعلام کاندیداتوری خود برای انتخابات ریاست جمهوری دوره دهم، خود در این زمینه گفت:پروژه امینت اجتماعی اثرات سوء دارد و تأمین‌کننده اهداف نظام ما نمی‌باشد و همه مسایل اجتماعی با تکیه بر مزیت‌های ما در اعتماد به جوانان و زنان باید تهیه شودو به صورت آمرانه و خشن هر نوع برخوردی که داشته باشیم آثار مثبتی نخواهد داشت. وی تأکید کرد: بخشی از برخوردها اساساً موضوعیت ندارد و با سو نیت انجام می‌شود و این به حساب نظام گذاشته شود و من این گشت‌ها را جمع خواهم کرد.

### انتقادها به طرح
منتقدان، این طرح را دخالت در امور شخصی افراد می‌دانند. محمدرضا زائری از جمله منتقدان سرشناس این طرح بود. برخی جامعه شناسان معتقدند این گونه طرح‌ها موجب تشدید دورویی و نفاق در جامعه و ایجاد چند چهرگی و افزایش فاصله میان حکومت و مردم می‌شود. همچنین «اطاعت از این طرح‌ها نشانه مشروعیت اجرای چنین طرح‌هایی نیست بلکه ناشی از ترس است به همین دلیل در افزایش فاصله حکومت و مردم تأثیر می‌گذارد و در پی آن ثبات سیاسی حکومت را متزلزل‌تر می‌کند. هر حکومتی باید نظام اطلاعاتی درستی داشته باشد تا عکس العمل درستی در برابر هر واقعه‌ای از خود نشان دهد اما اتفاقاتی نظیر طرح برخورد با بدحجابی و رفتن به شرکت‌های خصوصی مانع ورود اطلاعات درست به حکومت می‌شود؛ بنابراین، این اطلاعات حکومت را شکننده و بی‌ثبات می‌کند.»

### دیدگاه‌های رسمی داخلی
انتشار تصاویر برخوردهای خشن پلیس و انتقادات عمومی به دنبال آن، موجب شد تا بین دادستانی و پلیس بر سر مسئولیت این اقدامات اختلاف افتد و هر یک تلاش کرد تا مسئولیت آن را به گردن دیگری اندازد.
معاون دادستان تهران ضمن اعتراف به اینکه «در قانون تعریفی از اراذل و اوباش نداریم» از پلیس انتقاد کرد. اما یکی از مقامات پلیس گفت که تحقیر و ضرب و شتم علنی دستگیرشدگان با نظر دادستان تهران و علی‌رغم میل پلیس بوده است.
در پی انتشار تصاویر برخورد پلیس با متهمان، غلامحسین الهام سخنگوی دولت، ابراز داشت دولت مخالف برخی برخوردهای انجام‌شده در قالب این طرح است؛ اگر چه معاون امنیتی وزیر کشور از این طرح استقبال کرده بود.
احمد جنتی امام جمعه تهران دراین‌باره گفت اگر علی بود، بیش از این‌ها اقدام می‌کرد.

## خشونت‌ها و کشته شدگان

### مشکلات حقوقی
چهل حقوقدان در نامه‌ای به کمیسیون اصل نود مجلس هفتم از نیروی انتظامی به دلیل ایجاد محدودیت‌ها، ممنوعیت‌ها و وضع و تفسیر قانون و اجرای مجازات نا نوشته، پوشش‌های بعضاً متعارف و مقبول جامعه را با عنوان‌ها مجرمانه بدون مستند قانونی، ممنوع و از مصادیق جرم تلقی کردن و بنابر تشخیص خود اقدام به برخورد با شهروندان کرده، شکایت کردند. حقوقدانان طرح ارتقای امنیت اجتماعی را مغایر با اصل ۳۷ قانون اساسی، که هیچ‌کس را مجرم ندانسته و اصل را بر برائت قرار داده، مگر هنگامی که عمل ارتکابی جرم تعریف و مجازاتش هم در قانون مجازات اسلامی و جود داشته باشد؛ چرا که در غیر این صورت بر اساس قاعده فقهی قبح عقاب بلا بیان، مجازات عملی که جرم بودن آن اعلام نشده، امری است قبیح و مورد ذم شرع و عقل. همچنین اصل ۵۷ قانون اساسی مبنی بر پذیرش اصل بنیادین تفکیک قوا در نظام جمهوری اسلامی ایران، تصریح نموده که امر خطیر قانون‌گذاری در صلاحیت قوه مقننه است برشمردند. این نامه توسط دو نفر از حقوقدانان به کمیسیون تسلیم شد.

### مرگ یک دختر
گزارش‌هایی حاکی از مرگ دخترانی که به دلیل نوع پوشش توسط پلیس دستگیر و به بازداشتگاه منتقل شده بودند در رسانه‌ها منتشر شد. مادر یک دختر گفته است:
 سارا پرستار کشیک یکی از بیمارستان‌های تهران پس از آن که ساعت کاری‌اش صبح سوم اردیبهشت ماه ۱۳۸۷ به پایان رسید، در راه بازگشت به خانه دانشجویی خود، با یکی از ماشین‌های گشت ارشاد در ده ونک برخورد کرد. مأموران گشت به او تذکر داده و از او می‌خواهند تا روسری خود را جلو بکشد. در این لحظه سارا عصبانی شده و به مأمور گشت گفت: «روسری من جلو است، من شب گذشته یک پسر ۲۰ ساله را کد زده‌ام، می دانی کد یعنی چه؟ یعنی مرگ؟ می‌دانی چرا؟ به خاطر مصرف زیاد کراک.» سارا باصدای بلند و تند تند شروع به صحبت با مأموران گشت کرده و روبه آن‌ها ادامه داد: «اگر راست می‌گویید بروید و این جوانان معتاد را از خیابان‌ها جمع کنید.» مادر سارا مدعی شد که با بالا گرفتن درگیری لفظی بین مأموران گشت و سارا، یکی از مأموران مرد او را به داخل ون هدایت کرد، سارا را به منکرات برده و از چهره‌اش عکسی با پلاکارد روی سینه گرفتند. شب سارا به خانه بازگشت و به مادرش تلفن کرد. به گفته مادرش سارا حالت روحی بدی داشته و به او اشاره کرده که قلبش درد گرفته است: «او اسم مأمور گشت را به من داد و گفت مادر فقط این اسم به خاطرت باشد.» مادر سارا با ناراحتی گفت: «می‌دانم همه می‌روند ولی نحوه رفتن است که انسان را می‌سوزاند.»

### شکست گشت ارشاد
مرکز پژوهش‌های مجلس شورای اسلامی ایران طی گزارشی این طرح را ناموفق قلم داد کرد و عامل آن را بی‌توجهی به خواست و مطالبات مردم دانست و نتایج طرح گشت ارشاد را منفی خواند و با کلیات این طرح مخالفت کرد.

### کتک زدن دختر در پارکی در تهران
در فروردین ۱۳۹۷ فیلمی در شبکه‌های اجتماعی پخش شد. در این فیلم چند مأمور زن گشت ارشاد به دلیل عدم رعایت شئونات اسلامی از سوی چند دختر به آن‌ها تذکر داده و در این حین با آن‌ها درگیر شده و متعاقب این درگیری ضرب و شتم رخ می‌دهد. به دنبال انتشار این فیلم عبدالرضا رحمانی فضلی وزیر کشور دستور بررسی جامع و ارائه گزارش ماجرا را صادر کرد. اما پیش از صدور دستور وزیر کشور برای ارائه گزارش از این ماجرا، دفتر سخنگوی ناجا ضمن ابراز تاسف از اتفاق صورت گرفته گفت: پلیس به هیچ وجه چنین رفتارهایی را تأیید نمی‌کند. همچنین پلیس اعلام کرده است که بررسی‌های اولیه حکایت از وقوع این اتفاق در یکی از پارک‌های تهران دارد که فیلم پخش شده بخشی از کل اتفاق است و در حال حاضر بازرسی پلیس تهران در حال بررسی موضوع است. البته در اطلاعیه ناجا آمده است: انتظار می‌رود همه دختران و بانوان جامعه نیز شئونات اجتماعی را رعایت نمایند.

### خشونت و ضرب و جرح
درگیری‌های بسیاری بین مردم و گشت ارشاد در شهرهای مختلف ایران از آغاز این طرح و حضور مأموران گشت ارشاد به وقوع پیوست. این درگیری‌ها با خشونت و دستگیری، ضرب وشتم، زندان و شکنجه جمعی از شهروندان به دلایلی نظیر بدحجابی، نوع پوشش، روابط افراد، آرایش، مدل مو و مدل لباس همراه بود.
نیروی انتظامی در موارد متعددی در اجرای طرح ارتقای امنیت اجتماعی به خشونت متوسل شده است. در جریان اجرای این برنامه، نیروهای نقاب دار پلیس، در قالب طرح «جمع‌آوری اوباش»، شب هنگام به منازل افراد یورش برده و پس از بیرون کشیدن آنان از منزل، آنان را در مقابل چشم ساکنان مورد ضرب و شتم و شکنجه علنی قرار می‌دادند.
بیشتر این بازداشت شدگان در سوله‌ای در کهریزک نگهداری می‌شوند (سوله کهریزک) و زندانیان حق استفاده از هواخوری را نداشته‌اند و تنها یک بار در روز اجازه دستشویی رفتن داشتند و آب و غذای آن‌ها به شدت جیره‌بندی شده بود.
رفتار خشونت‌آمیز نیروی انتظامی در برخورد با متهمان، توسط رسانه‌ها و نیز مردم عادی تصویربرداری و پخش شده است. صحنه‌هایی مانند یورش به منزل اوباش و خرده فروشان مواد مخدر، ضرب و شتم آنان و پیکرهای خون آلود متهمان نه تنها از سوی رسانه‌های مخالف حکومت بلکه از سوی رسانه‌های دولتی و صدا و سیما نیز پخش شدند. برای اولین بار در ایران، پلیس تصاویر این اقدامات را رسماً از صدا و سیما، روزنامه هاو خبرگزای‌ها پخش کرد.
هم چنین خبرگزاری ایسنا نیز در گزارشی به دستگیری گسترده و بی‌دلیل جوانان در جنوب تهران پرداخت که بلافاصله از سایت این خبرگزاری حذف شد.
۶ نفر از بازداشت شدگان سوله کهریزک از شدت جراحت در بازداشتگاه مردند. نیروهای امنیتی خانواده‌های آنان را تهدید کرد که اسامی کشته‌شدگان را اعلام نکنند و برای دادخواهی اقدام نکنند.

### عدم همکاری مردم
روز پنج‌شنبه، ۹ مرداد ۱۳۹۹، قاسم رضایی، جانشین فرمانده نیروی انتظامی، در دیدار با نماینده علی خامنه‌ای در استان اصفهان با انتقاد از مراکزی که «در موضوع امنیت اخلاقی» با نیروی انتظامی همکاری نمی‌کنند، گفت: «به‌غیر از بسیج و نیروهای داوطلب کسی با نیروی انتظامی همراهی نمی‌کند.» و در موضوع امنیت اخلاقی جامعه «این نیرو واقعاً تنهاست.»
همزمان، عباس رضایی، استاندار اصفهان، نیز اعلام کرد قصد دارد به ۲۴ آمر به معروف و نهی از منکر برگزیده در این استان، به شرط آن‌که خانه‌ای به نام‌شان نباشد تا سال آینده یک واحد مسکونی بدهد.

### کشته شدن مهسا امینی
در تاریخ ۲۲ شهریور ۱۴۰۱، دختری به نام مهسا امینی در نزدیکی ایستگاه مترو شهید حقانی تهران توسط مأموران گشت ارشاد، دستگیر و بر اثر ضرب و جرح به‌دست مأموران نیروی انتظامی در خودرو گشت ارشاد، از ناحیهٔ سر مجروح شده و در بازداشتگاه وزرا به کما رفت. وی چند روز بعد بر اثر شدت جراحات ناشی از ضربات وارده مأموران گشت ارشاد جمهوری اسلامی در بیمارستان کسری تهران درگذشت.

## انتخابات ریاست جمهوری دهم و گشت ارشاد
در شرایطی که با تأیید دولت احمدی‌نژاد نیروی انتظامی اقدام به برخورد گسترده و بازداشت زنان و جوانان به بهانه نوع پوشش، لباس، کفش و … کرده بود میرحسین موسوی و مهدی کروبی دو کاندید اصلاح طلب اعلام کردند که جمع‌آوری این گشت‌ها یکی از اقدامات آنان پس از پیروزی خواهد بود. هم‌زمان گزارشی از ضرب و شتم یک خبرنگار توسط پلیس به بهانه کوتاه بودن مانتوی وی در رسانه‌ها منتشر شد و برخی دیگر از رسانه‌های اصلاح طلب گزارشی از شکنجه وحشیانه جوانان در مراکز پلیس منتشر ساخت.
گرچه هم‌زمان مسئولان نیروی انتظامی ضمن دفاع از عملکرد خود بر اعلام کردند که گشت ارشاد را توسعه خواهند داد و این اقدامات آنان به پشتوانه علی خامنه‌ای ادامه می‌یابد.

## تعطیلی
به دنبال کشته‌شدن مهسا امینی در بازداشت گشت ارشاد، خیزشی اعتراضاتی در سراسر ایران آغاز شد و زنان در این اعتراضات حجاب اجباری را برداشته و به نشانه اعتراض، روسری‌های خود را در خیابان‌ها و معابر عمومی به آتش کشیدند. در بحبوحه این خیزش، محمدجعفر منتظری، دادستان جمهوری اسلامی، درجریان رویدادی در پاسخ به سؤال یکی از حاضران که پرسید «چرا گشت ارشاد تعطیل شد» گفته «گشت ارشاد ربطی به قوه قضائیه ندارد و از همان جایی که در گذشته تأسیس شد از همان‌جا نیز تعطیل شد.» علی خان‌محمدی، سخنگوی ستاد امر به معروف و نهی از منکر، نیز گفت «مأموریت گشت‌های امنیت اخلاقی و اجتماعی» به پایان رسیده است اگرچه تأکید کرده است که دربارهٔ عفاف و حجاب باید از «شیوه‌های جدیدتر، به‌روزتر و دقیق‌تر» استفاده شود.
انسیه خزعلی، معاونت امور زنان و خانواده سید ابراهیم رئیسی در مراسمی در دانشگاه صنعتی شریف به موضوع گشت ارشاد اشاره کرد و گفت «من نگفتم گشت ارشاد نداریم، من گفتم چیزی به اسم گشت ارشاد نداریم؛ ما پلیس امنیت اخلاقی داریم.» ۲۰ دی ۱۴۰۱، محمد جعفر منتظری در بخشنامه‌ای مجازات «بی‌حجابی» را ابلاغ کرد. او به نیروی انتظامی دستور داد زنانی که روسری از سر برمی‌دارند را «قاطعانه» دستگیر کند و از رؤسای دادگستری‌ها خواست برخورد با «بی‌حجابی» را با قید فوریت اجرا کنند.

### بازگشت دوباره
در روزهای تیرماه ۱۴۰۲ شماری از منابع خبری و فعالان داخل ایران با انتشار عکس‌هایی در شبکه‌های اجتماعی از بازگشت «نامحسوس» ون‌هایی مشابه گشت ارشاد به خیابان‌های تهران خبر داده بودند. در این مدت به ویژه انتشار تصویری از خودروهای ون با پلاک نیروی انتظامی اما با رنگ‌هایی متفاوت از گشت ارشاد جلب توجه کرد. همچنین در ۲۴ تیر ۱۴۰۲ ویدیویی در شبکه‌های اجتماعی مبنی بر تنش بر سر عدم رعایت حجاب اجباری بین یک زن و فردی که به نظر می‌رسد مأمور پلیس باشد در خیابان گیشا تهران منتشر شد. در این ویدیو صدای زنی که به نظر می‌رسید مأمور پلیس به دنبال بازداشت او است شنیده می‌شود که می‌گوید: «من نمی‌آیم خانم». او در ادامه فریاد «کمک» سر می‌دهد. یک روز پس از این اتفاق، سرتیپ دوم پاسدار سعید منتظرالمهدی، سخنگوی فراجا در ۲۵ تیر ۱۴۰۲ تأیید کرد که گشت‌های خودرویی و پیاده ارشاد بازگشته است.
در پاییز ۱۴۰۲ نیز اخباری مبنی بر فعالیت گشت‌ارشاد به صورت چراغ‌خاموش منتشر شد.

## طرح نور
در واپسین روزهای فروردین ۱۴۰۳ تحرکات جدیدی از سوی فراجا تحت عنوان «طرح نور» برای اجرای حجاب اجباری آغاز شد. هم‌زمان با این طرح که از روز ۲۵ فروردین اجرایی شد، گزارش‌های گسترده‌ای از خشونت پلیس علیه زنان در رسانه‌ها منتشر شد.در حالی که ون‌های گشت ارشاد در سراسر کشور مستقر شدند دختر علی شمخانی، در هتلی گران‌قیمت در تهران مراسم عروس‌اش را برگزار کرد.علی قلهکی فعال سیاسی، در توییتی گفت: امشب عروسیِ آقازاده‌ی یکی از مسئولانِ سابق کشور در گران‌ترین هتل تهران است؛ فقط خواستم بگویم اگر وَن‌هایِ طرحِ نور (گشتِ ارشادِ سابق!) سَری بزنند به این هتلِ پنج ستاره، دست‌ِخالی بر‌نمی‌گردند.شنیده‌ها و مستندات نشان می‌دهد امشب عروسی ستایش (فاطمه) شمخانی، دختر علی شمخانی دبیر سابق شورای عالی امنیت ملی در هتل گران‌قیمت اسپیناس پالاس است.